# Sur les pistes du Sud
Pour plus de détails, voir Fiche technique et Distribution.
Sur les pistes du Sud (Pioneer Scout) est un film américain réalisé en 1928 par Lloyd Ingraham et Alfred L. Werker.

## Synopsis
Une rivalité amoureuse entre un jeune cow-boy courageux et un chef de gang perfide.

## Fiche technique
- Titre : Sur les pistes du Sud
- Titre original : Pioneer Scout
- Réalisation : Lloyd Ingraham et Alfred L. Werker
- Scénario : Frances Marion (sous le pseudonyme de Frank M. Clifton)
- Photographie : Mack Stengler
- Production : Paramount Famous Lasky Corporation
- Pays d'origine : États-Unis
- Durée : 65 minutes (version US)
- Genre : western muet, noir et blanc

## Distribution
- Fred Thomson : Fred
- Nora Lane : Mary Baxter
- Tom Wilson : Handy Anderson
- William Courtright : Old Bill
- George Marion : Jason Baxter

## Production

### Lieux de tournage
Le film a été tourné en décors naturels dans le désert des Mojaves au sud de la Californie.